# 옥타비우 프리아스 지 올리베이라 다리

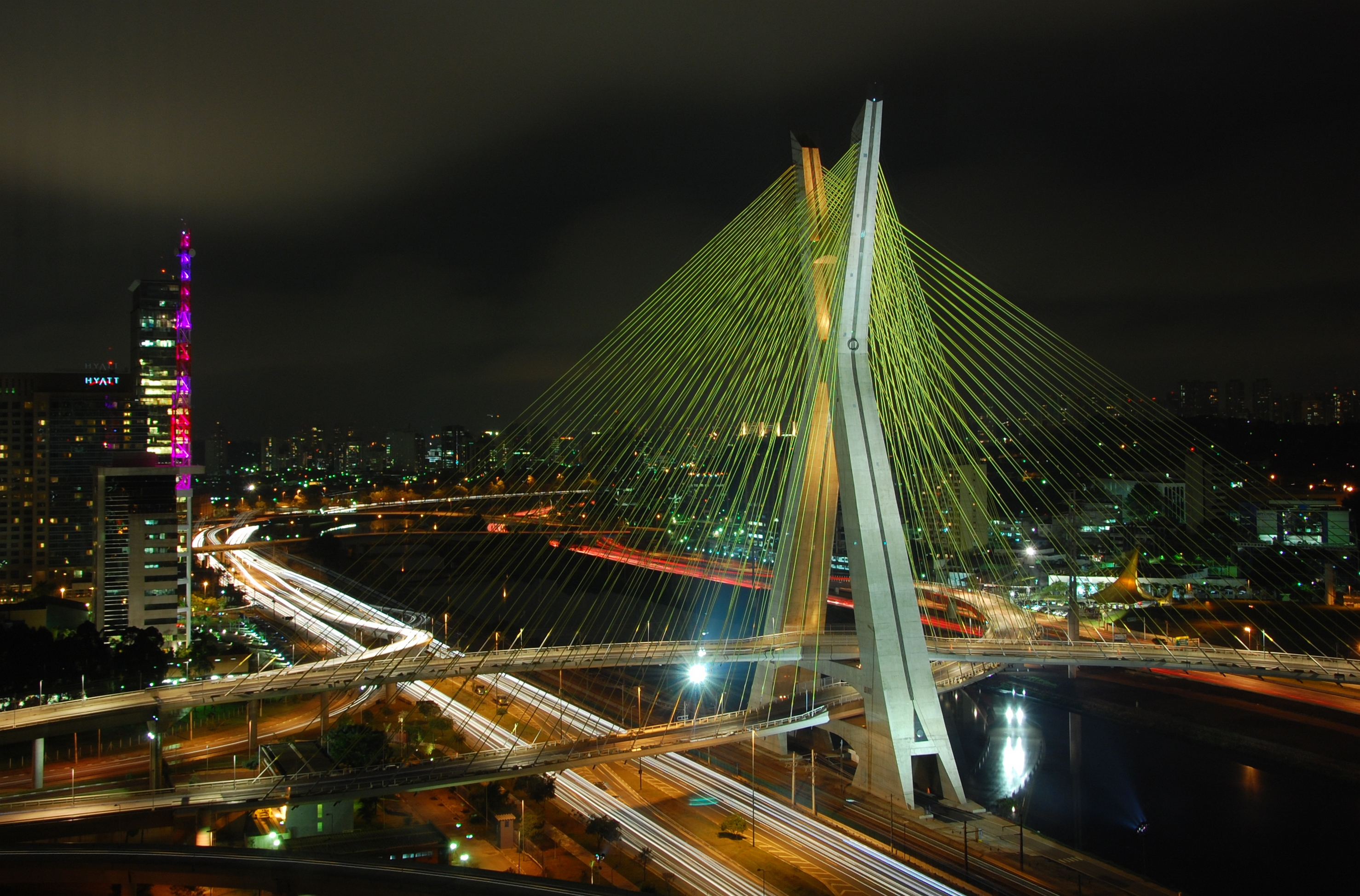

옥타비우 프리아스 지 올리베이라 다리(포르투갈어: Ponte Octávio Frias de Oliveira)는 브라질 상파울루에 있는 사장교로, 2008년 5월에 개통되었으며 길이는 138m이다. 다리의 갑판 부분이 X자 모양과 비슷하게 교차되어 있는 것이 특징이다. 브라질 상파울루 내 '언론인 호베르투마리뉴'거리와 '히우피녜이루' 고속 도로를 연결하고 있다.